# Irena Szczygieł
Irena Szczygieł – polska inżynier, dr hab. nauk chemicznych, profesor zwyczajny i kierownik Katedry Chemii Nieorganicznej Wydziału Inżynierii Produkcji Uniwersytetu Ekonomicznego we Wrocławiu.

## Życiorys
Obroniła pracę doktorską, 27 września 2006 habilitowała się na podstawie pracy zatytułowanej Układy trójskładnikowe Ce2O3- Na2O - P2O5 i Ce2O3- K2O - P2O5. 29 stycznia 2018 nadano jej tytuł profesora w zakresie nauk chemicznych.  Objęła funkcję profesora zwyczajnego i kierownika w Katedrze Chemii Nieorganicznej na Wydziale Inżynierii Produkcji Uniwersytetu Ekonomicznego we Wrocławiu.
Piastowała stanowisko profesora nadzwyczajnego Instytutu Chemii i Technologii Żywności Wydziału Inżynierii Produkcji Uniwersytetu Ekonomicznego we Wrocławiu.
Jest zastępcą członka zarządu Polskiego Towarzystwa Kalorymetrii i Analizy Termicznej im. Wojciecha Świętosławskiego.
Była prodziekanem na Wydziale Inżynieryjnym i Ekonomicznym Uniwersytetu Ekonomicznego we Wrocławiu.